# 프랭크 핀레이
프랭크 핀리(영어: Frank Finlay, CBE, 1926년 8월 6일 ~ 2016년 1월 30일)는 잉글랜드의 배우이다. 《오델로》(1965)의 이아고 역으로 1966년 제38회 아카데미상 남우조연상 후보에 올랐다.

## 출연 작품

### 영화
- 오델로 (1965) - 이아고 역
- 살인 지령 (1979)
- 뱀파이어 (1985)
- 피아니스트 (2002)

### 텔레비전
- 마법사 멀린 (2008)

## 서훈
- 1984년 대영 제국 훈장 3등급(CBE) 수훈[1]